# Sandancing
Sandancing is het negentiende muziekalbum van de vrij onbekende Nederlandse muziekgroep Beequeen. De muziek, die zoals het album vermeldt, is opgenomen voor 4 juni 2007 en klinkt zeer broos. Elk moment kan de muziek stoppen dan wel opnieuw beginnen. In wezen zijn het luisterliedjes vermengd met melodische, maar beklemmende ambient. De elektronische muziek wordt verzorgd door de twee bandleden Frank de Waard en Freek Kinkelaar, de laatste zingt ook op het album. Het album is opgenomen in Nijmegen en uitgebracht op het kleine platenlabel Important Records. Het is een van de weinige albums van de groep dat in een grotere oplage verscheen. De track Breathe luistert als een hartfilmpje en bestaat dus voor een groot deel uit ruisend pompend geluid; andere tracks waaronder de titeltrack zijn romantische liedjes, die een wat ongemakkelijk gevoel achterlaten. De compact disc heeft een korte speelduur omdat de groep ervan uitgaat dat het album ook op elpee uit te brengen moet zijn.

## Musici
- Frank de Waard – electronics
- Freek Kinkelaar – instrumenten, electronics, zang

met
- Olga Wallis – zang
- Barry Gray (van Legendary Pink Dots) – gitaar op melt
- Kees Rietveld – slideguitar op breathe

## Composities
Muziek van de Waard en Kinkelaar; teksten van Kinkelaar
1. a while a way
2. breathe
3. melt
4. the edie three step
5. the honeythief
6. the maypole song
7. sandancing
8. there, it has been said
9. the illogical song.

Er was ook een cd verkrijgbaar met demo's. Die cd uitgebracht in een zeer kleine oplage van 300 stuks.